# هجالتي غوموندسون
هجالتي غوموندسون (مواليد 20 مارس 1978) هو سبّاح آيسلندي، مثّل بلاده في الألعاب الأولمبية الصيفية 2000.

## روابط خارجية
هجالتي غوموندسون على موقع الاتحاد الدولي للسباحة (الإنجليزية)
- هجالتي غوموندسون على موقع أوليمبيديا (الإنجليزية)